# Periklis Papapetropoulos
Periklis Papapetropoulos (griechisch Περικλής Παπαπετρόπουλος, * 1969 in Athen) ist ein griechischer Komponist und Musiker, der unter anderem die Langhalslauten Laouto, Tanbur und Saz spielt.
Papapetropoulos wuchs auf Kreta auf, wo er die traditionelle kretische Musik kennenlernte und sechzehnjährig Laouto in der Gruppe von Andonis Xylouris spielte. 1985 lernte er Ross Daly kennen. Er studierte bei ihm mehrere Jahre Saz und Tanbur und wurde Mitglied seiner Gruppe Labyrinth. Außerdem ist er Mitglied der Gruppe Passed Isolated (mit Haris Lambrakis, Kostas Meretakis, Panos Dimitrakopoulos und Spyridoula Baka) und tritt im Duo mit Sokratis Sinopoulos und mit Stelios Petrakis auf. Er veröffentlichte drei Solo-CDs sowie das Album Saz Grubu mit einem Orchester von Sazspielern aus der Türkei, Griechenland und Bulgarien. Sein jüngestes Album Mika enthält ausschließlich eigene Kompositionen.
Zu seinen zahlreichen musikalischen Partnern zählen Musiker und Gruppen wie Mehmet Erenler, Talip Özkan, Paco Peña, Djamchid Chemirani, das Kabul Ensemble, Huun-Huur-Tu, Naseer Shamma, Dariush Talai, Hamid Reza Khabbazi, Pedram Kahavar-Zamini, Dhruba Ghosh, Rufus Cappadocia, Vasilis Soukas, Kostas Mountakis, Nikos Saragoudas, Chronis Aidonides, Giorgos Kotsinis, Domna Samiou, Christos Tsiamoulis, Christos Sikkis und Petros Tambouris.
Papapetropoulos unterrichtet Saz und Laouto am Experimentellen Musikgymnasium von Pallini, bei der Gesellschaft zur Verbreitung der nationalen Musik, bei den Musikworkshops von Labyrinth und seit 2004 am Konservatorium von Athen.